# Pollaco Oliva
Carlos Alberto Bastos Oliva, conhecido  como Pollaco Oliva (Curitiba, 27 de maio de 1961), é um músico brasileiro.

## Biografia
Guitarrista de jazz-fusion, é graduado pelo G.I.T. (Guitar Institute of Technology) de Los Angeles, compositor e professor. Fez apresentações nos EUA com o lendário guitarrista de jazz Tal Farlow, com a dupla Airto Moreira e Flora Purim, além de shows no Brasil com Roberto Menescal, Mauro Senise, e Robertinho Silva.
Em 1986, conseguiu citações nas revistas "Guitar Player" e "Down Beat", nas seções referentes a talentos emergentes.
Desde 1989, Pollaco se apresenta com seu grupo "Pollaco e Cia". Além de 2 discos, já lançou vários livros sobre teoria musical e técnicas de aprendizado de guitarra.

## Discografia

### Solo
- 2004 - Jazz em Dobro - em parceira com Lupa Santiago
- 2007 - Outono -

### Como Convidado
- 1984 - "Água", de Chico Mello & Helinho Brandão[4]